# Brigadas de Insurgencia Revolucionaria
La Brigadas de Insurgencia Revolucionaria (oficialmente Brigadas de Insurgencia Revolucionaria-Patria Sur, acortado como BIR-PS), fue una guerrilla formada cerca de 2004, en el estado de Guerrero.
El grupo es conocido por ser el único grupo en adjudicarse el asesinato del periodista y corresponsal de Televisa, Amado Ramírez Dillanes.

## Historia
Las Brigadas de Insurgencia Revolucionaria nacieron aproximadamente en 2004, en el estado de Guerrero. El BIR es conocido por adjudicarse el asesinato del periodista Amado Ramírez Dillanes, a pesar de la versión oficial que menciona que fue por motivos pasionales. El grupo lanzaría varios comunicados en 2007, todos relacionados al clima político del país, sobre todo por las polémicas elecciones en las que Felipe Calderón ganó las elecciones del año 2006.
En abril de 2007, se publica en el foro Centro de Documentación de los Movimientos Armados una entrevista donde relata la historia y objetivos de la guerrilla. Después de mediados de 2007, el BIR ha estado inactivo.